# Президентский приём в честь Дня независимости Финляндии

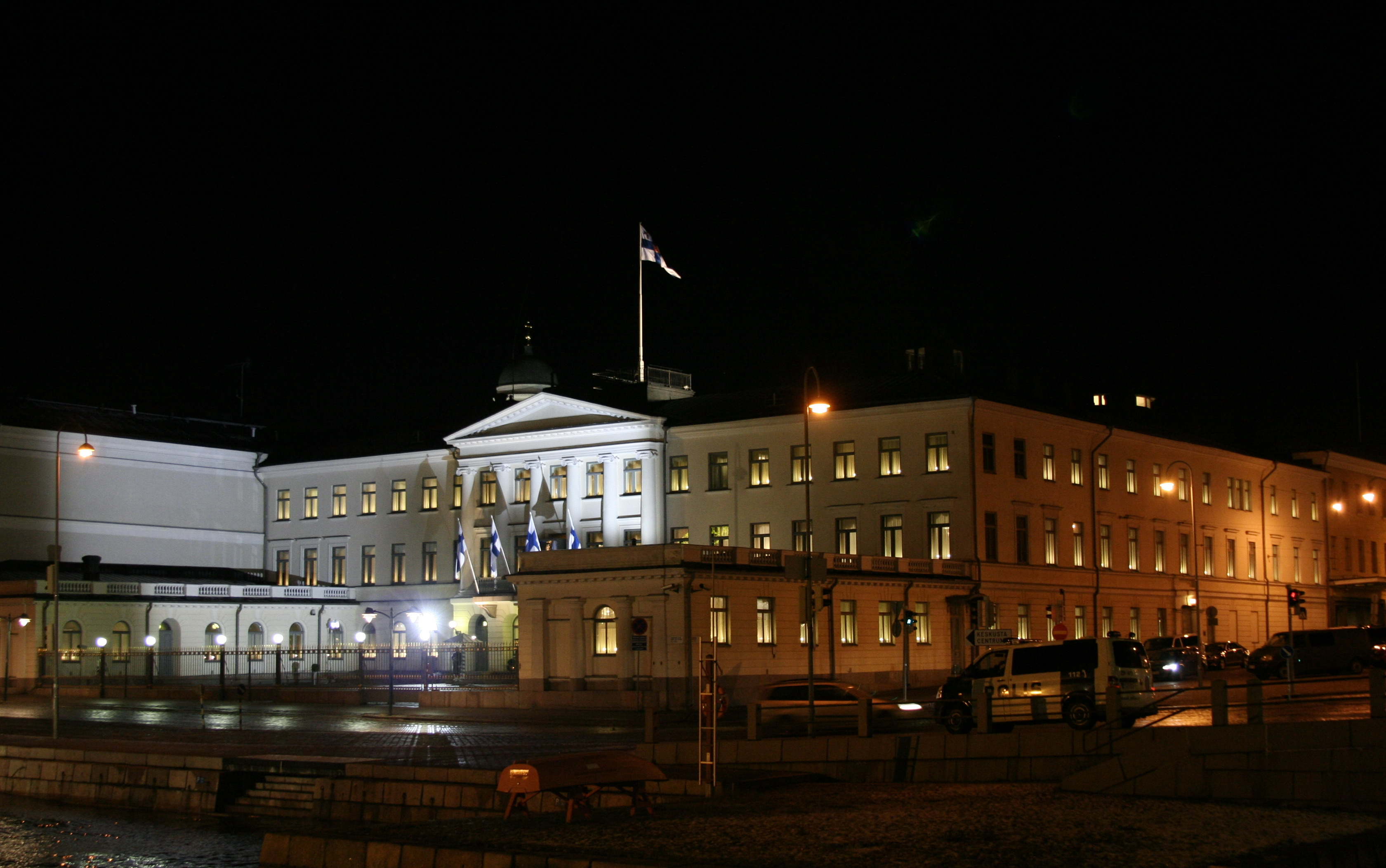
Президентский дворец в Хельсинки в День независимости Финляндии 6 декабря 2011 года

Президентский приём в честь Дня независимости Финляндии (фин. Itsenäisyyspäivän vastaanotto) — ежегодный официальный приём, устраиваемый президентом Финляндии в его официальной резиденции в Хельсинки 6 декабря в честь Дня независимости Финляндии.

## История президентских приёмов
Первый приём в честь Дня независимости Финляндии состоялся в 1919 году и был подготовлен дочерью президента Финляндии Каарло Стольберга — Айно. Мероприятие было организовано на 150 человек, а из угощений предложено кофе и сладости.
В некоторые годы президентские приёмы не проводились:
- 1926 — болезнь президента Лаури Реландера[2]
- 1931 — 70-летие президента Пера Свинхувуда (15 декабря)
- 1932 — государственный визит кронпринца Швеции Густава VI Адольфа
- 1933 — великая депрессия
- 1939 — советско-финская война (1939—1940) (зимняя война)
- 1940 — болезнь президента Кюёсти Каллио[3]
- 1941—1943 — советско-финская война (1941—1944) (война-продолжение)
- 1944 — Лапландская война
- 1945 — болезнь президента Карла Густава Маннергейма[4]
- 1952 — болезнь президента Юхи Паасикиви
- 1972 — ремонт в президентском дворце. Приём от имени премьер-министра Калеви Сорса состоялся во Дворце «Финляндия»
- 1974 — кончина супруги президента Сильвии Кекконен[фин.] (2 декабря)
- 1981 — уход в отставку президента Урхо Кекконена; приём от имени премьер-министра проводился во Дворце «Финляндия»
- 2020 — из-за распространения в стране COVID-19

С 1922 года приёмы стали традиционными, а в 1925 году впервые была введена традиция официального рукопожатия с президентской четой и участие в бальных танцах в президентском дворце. C 1934 года, после отмены сухого закона, на президентских приёмах стали появляться алкогольные напитки. В 1937 и 1938 годах при президенте Кюёсти Каллио усилилась религиозная составляющая, в связи с чем на приёмах не было алкогольных напитков и были отменены танцы.

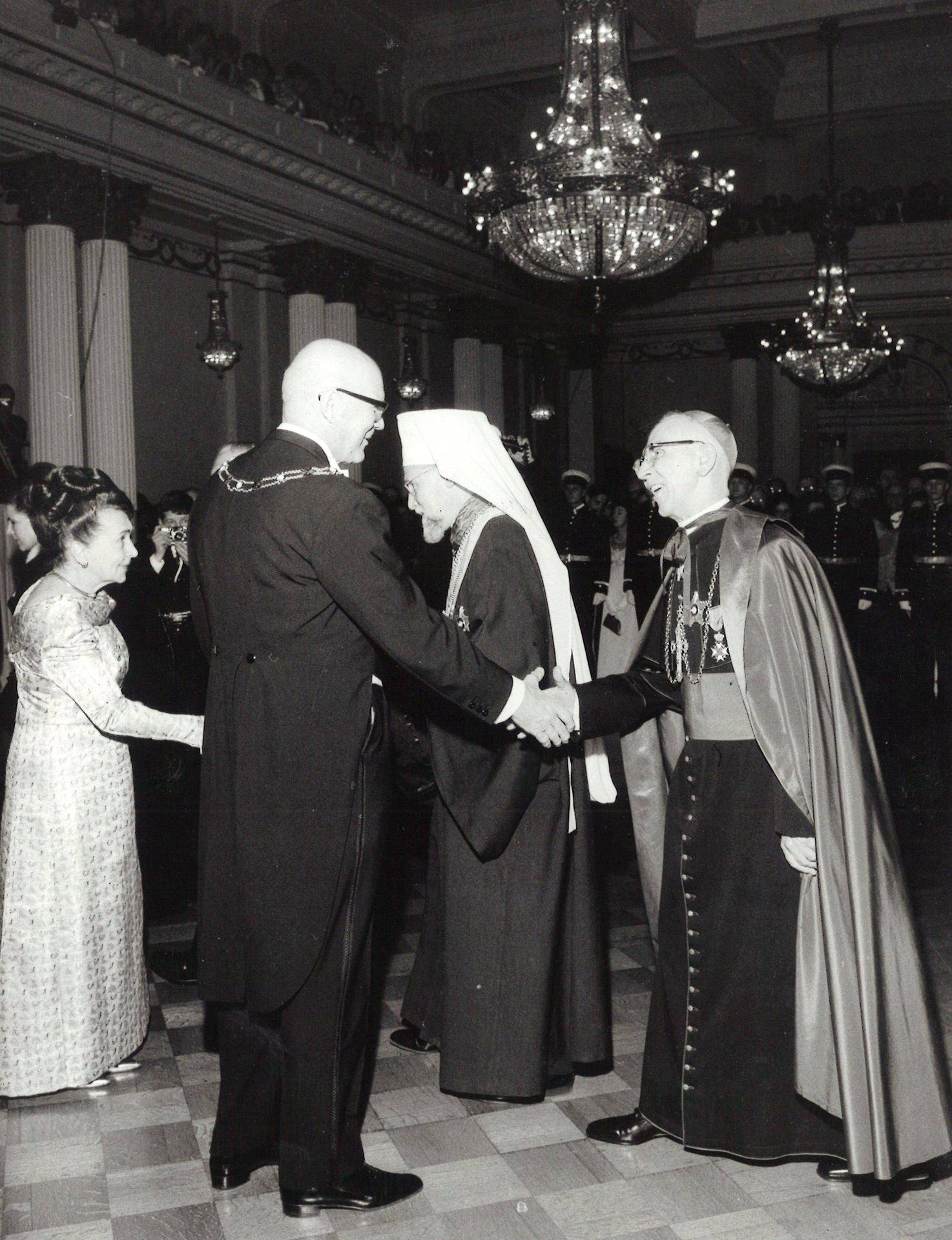
Президент Финляндии Урхо Кекконен с православным архиепископом Павлом и католическим епископом Виллемом Коббеном на президентском приёме 1966 года

При президенте Юхе Паасикиви на приёмах вновь появились музыка и танцы, а из напитков стал подаваться пунш.
При президенте Мартти Ахтисаари была введена традиция исполнения в жёлтом салоне президентского дворца джазовой музыки.
В связи с закрытием здания президентского дворца на двухлетний капитальный ремонт обсуждались варианты проведения президентского приёма 2013 года как во Дворце «Финляндия» (Хельсинки), так и в Замке Турку, однако в итоге был избран концертно-конгрессный комплекс Tampere-talo в Тампере. На приём 2013 года было приглашено 1700 человек. Был изменён также дресс-код праздника: вместо фраков и длинных вечерних платьев кодекс одежды для мужчин предполагал тёмный костюм, а для женщин — коктейльное или длинное платье (и для мужчин, и для женщин допускались также национальные костюмы). Вместо бала в 2013 году был организован концерт.
Несмотря на кончину матери президента Саули Нийнистё, произошедшую в канун Дня независимости, президентский приём 2014 года отменён не был и прошёл в обычном формате в отремонтированном Президентском дворце. Гостям приёма было рекомендовано не выражать свои соболезнования.
В 2017 году президентский приём проводился в рамках проходившего на государственном уровне празднования столетия провозглашения независимости Финляндии.
В сентябре 2020 года было объявлено об отмене президентского приёма в связи с распространением в стране COVID-19. Планируется, что вместо него пройдут различные видеотрансляции.

## Телерейтинг
Телевизионный рейтинг трансляции с президентского приёма остаётся на протяжении многих лет самым высоким в Финляндии среди всех телепередач. Максимальное число телезрителей, одномоментно смотревших трансляцию, в 2012 году составило 2 миллиона 450 тысяч человек, в 2013 года — чуть более 2 миллионов, в 2014 году — 2,4 миллиона, в 2016 году — 2,7 миллиона, в 2017 году — также 2,7 миллиона, в 2019 году — 2,5 миллиона. Общее число зрителей, следивших за трансляцией, в 2017 году составило 3,6 миллиона человек, в 2019 году — 2,7 миллиона.
По мнению журналиста Любови Шалыгиной, «в наблюдении за тем, как бесконечная вереница гостей пожимает руки президентской чете, есть что-то магическое: оторваться от этого зрелища практически невозможно, несмотря на то, что никакого экшена на самом деле не происходит».